# Jean Pacalet

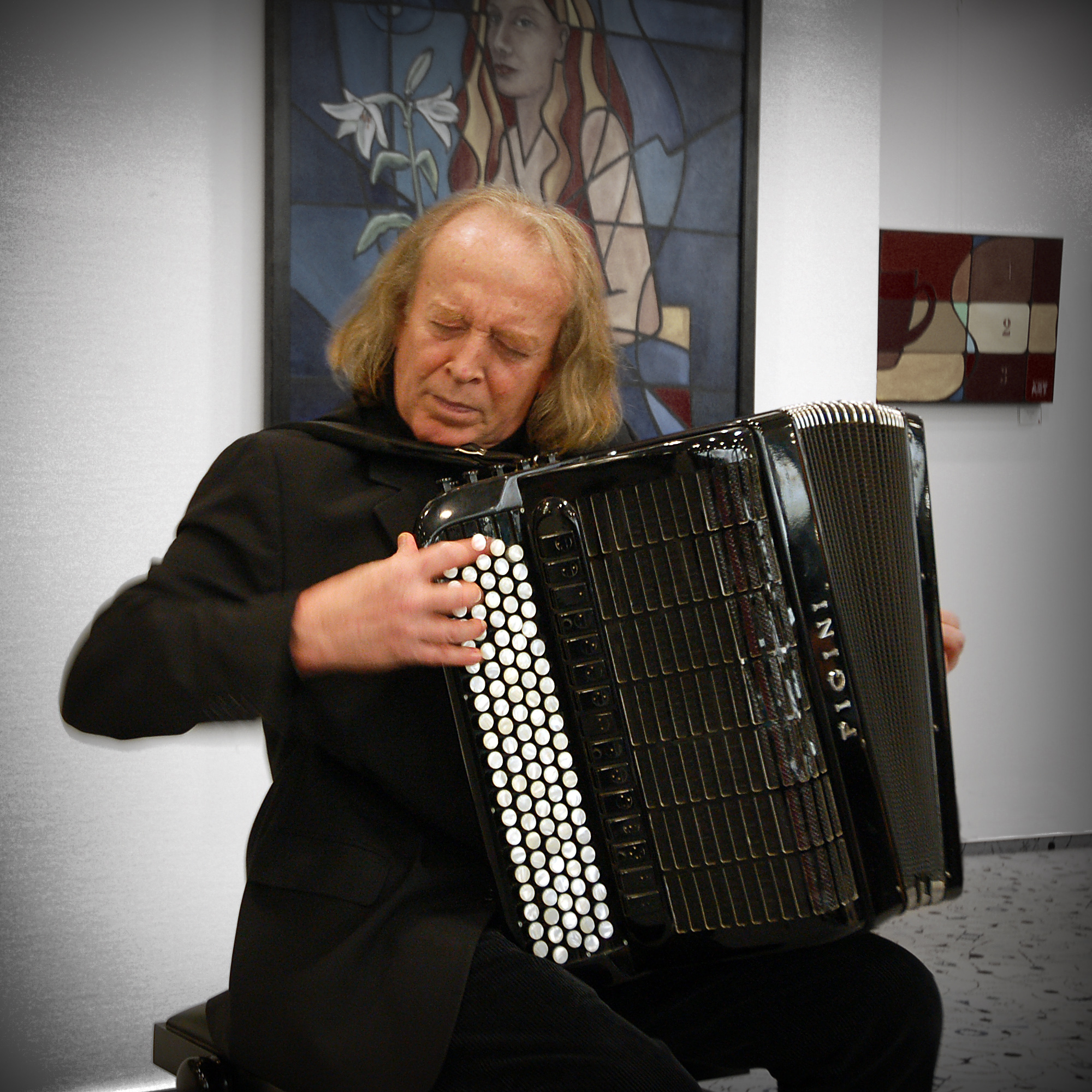
Jean Pacalet mit seinem Akkordeon

Jean Pacalet (* 10. März 1951 in Chambéry; † 7. Juli 2011 in Berlin) war ein französischer Komponist und Musiker (Akkordeon). Er wuchs in Brazzaville im Kongo auf und erhielt bis 1979 eine musikalische Ausbildung am Konservatorium Chambéry. Seit 1996 wohnte er in Berlin.

## Künstlerische Karriere
Pacalet begann 1980 ein Studium am Musikkonservatorium Moskau. Seine ersten Konzerte spielte er 1986 in Moskau und Köln, 1989 folgten Konzertaufführungen mit dem deutsch-französischen Sinfonieorchester Polymusicales in Bolléne. 1993 war die Premiere des Konzertprogramms Fremdegehen mit Barbara Thalheim, mit dem sie in Deutschland, Dänemark, der Schweiz und Frankreich auftraten. 1995 fand die Premiere der von Pacalet komponierten Oper Ce soir, on tue le cochon in Paris statt. In den Folgejahren gab er zahlreiche Konzerte in vielen europäischen Ländern. Bei der Welturaufführung der Oper Der schwarze Mönch von Philippe Hersant mit dem Gewandhausorchester Leipzig im Mai 2006 spielte Pacalet das Soloakkordeon.
Seit Herbst 2011 arbeitet der Komponist Erik Kross an einem Werkverzeichnis und der Digitalisierung der Noten Pacalets.

## Auszeichnungen
- 1979: 1. Preis Nationaler Komponistenwettbewerb Frankreich

## Werke (Auswahl)
Solo - Literatur
- 1981: 7 pièces enfantines
- 1985: Une Nuit á Montmartre / Eine Nacht in Montmarte
- 1987–1991: Paysage sous la Mer
- 1994: Irgendwo in Thüringen (Quelque part en Thuringe)
- 1995: Berlin-Toccata
- 1997: Nocturne
- 1997: Rondo Afrika, Fassung für Akkordeon-Solo
- 1997: Nationale 7 (Landstraße No. 7)
- 2002: 7 Tableaux pour une Naissance / 7 Bilder einer Geburt / 7 Pictures for a birth
- 2008: Satie´s Faction

## Diskographie (Auswahl)
- 1994: Fremde gehen (Barbara Thalheim & Jean Pacalet)
- 1998: In eigener Sache - Neue Lieder (Barbara Thalheim & Jean Pacalet)
- 2003: Deutsch zu sein ... (live) (Barbara Thalheim & Jean Pacalet)
- 2004: Inselsein (Barbara Thalheim & Jean Pacalet)
- 2006: 7 x 7 (49 miniatures pour accordéon) (2 CD)
- 2008: Immer noch immer (Barbara Thalheim & Jean Pacalet)
- 2009: Herzverloren (Barbara Thalheim & Jean Pacalet)